# Flavín adenín dinucleótido
El flavín adenín dinucleótido o dinucleótido de flavina y adenina (abreviado FAD en su forma oxidada y FADH2 en su forma reducida) es una coenzima que interviene en las reacciones metabólicas de oxidación-reducción.

## Estructura química
El FAD es una molécula compuesta por una unidad de riboflavina (vitamina B2), unida a un pirofosfato (PPi), este unido a una ribosa y ésta unida a una adenina. Por tanto, la molécula es en realidad ADP unido a riboflavina; o también AMP unido a la coenzima Flavín mononucleótido o FNDH2.

Estructura de FAD, antes y después de reducirse. Las letras R son representativas del Resto de la estructura sin Cambios.

## Función
El FAD es una coenzima que interviene como dador o aceptor de electrones y protones (poder reductor) en reacciones metabólicas redox; su estado oxidado
(FAD) se reduce a FADH2 al aceptar dos átomos de hidrógeno (cada uno formado por un electrón y un protón), según la siguiente reacción:
Por tanto, al reducirse capta dos protones y dos electrones, lo que lo capacita para intervenir como dador de energía o de poder reductor en el metabolismo. Por ejemplo, el FAD (y también el NAD) se reduce en el ciclo de Krebs y se oxida en la cadena respiratoria (respiración aeróbica).
La función bioquímica general del FAD es oxidar los alcanos a alquenos, mientras que el NAD+ (un coenzima con similar función) oxida los alcoholes a aldehídos o cetonas. Esto se debe a que la oxidación de un alcano (como el succinato) a un alqueno (como el fumarato) es suficientemente exergónica como para reducir el FAD a FADH2, pero no para reducir el NAD+ a NADH.
La reoxidación del FADH2 (es decir, la liberación de los dos electrones y dos protones capturados) tiene lugar en la cadena respiratoria, lo que posibilita la formación de ATP (fosforilación oxidativa). 
Muchas oxidorreductasas, denominadas flavoenzimas o flavoproteínas, requieren FAD como coenzima para oxidar los substratos. Pero en el enzima succinato deshidrogenasa, que oxida el succinato a fumarato en el ciclo de Krebs, el FAD es realmente un grupo prostético, ya que está unido fuerte y permanentemente a la enzima mediante un enlace covalente. 